# Charles IX của Pháp
Charles IX (Charles Maximilien; 27 tháng 6 năm 1550 – 30 tháng 5 năm 1574) là Vua của Pháp từ năm 1560 cho đến khi qua đời vào năm 1574. Ông lên ngôi Pháp sau cái chết của anh trai mình là Francis II vào năm 1560, và do đó là vị vua áp chót của Nhà Valois.
Triều đại của Charles chứng kiến đỉnh điểm của nhiều thập kỷ căng thẳng giữa những người theo đạo Tin lành và Công giáo. Nội chiến và chiến tranh tôn giáo nổ ra giữa hai bên sau vụ thảm sát Vassy năm 1562. Năm 1572, sau nhiều nỗ lực môi giới hòa bình không thành công, Charles đã dàn xếp cuộc hôn nhân của em gái mình là Marguerite với Enrique của Navarra, một nhà quý tộc Tin lành lớn trong dòng dõi kế vị ngai vàng nước Pháp, trong một nỗ lực tuyệt vọng cuối cùng để hòa giải người dân của mình. Đối mặt với sự thù địch của dân chúng chống lại chính sách nhân nhượng này và theo sự xúi giục của mẹ ông là Catherine de' Medici, Charles đã giám sát vụ thảm sát nhiều thủ lĩnh Huguenot tập trung tại Paris để dự đám cưới hoàng gia, mặc dù sự tham gia trực tiếp của ông vẫn còn đang được tranh cãi. Sự kiện này, được gọi là vụ thảm sát Ngày Thánh Bartholomew, là một đòn đáng kể đối với phong trào Huguenot, và cuộc nội chiến tôn giáo nhanh chóng bắt đầu lại. Charles đã tìm cách lợi dụng tình trạng hỗn loạn của người Huguenot bằng cách ra lệnh bao vây La Rochelle, nhưng không thể chiếm được thành trì của đạo Tin lành.
Nhiều quyết định của Charles bị ảnh hưởng bởi mẹ ông, một tín đồ Công giáo La Mã nhiệt thành, người ban đầu ủng hộ chính sách khoan dung tôn giáo tương đối. Sau sự kiện Thảm sát Ngày Thánh Bartholomew, ông bắt đầu ủng hộ cuộc đàn áp người Huguenot. Tuy nhiên, vụ việc đã ám ảnh Charles trong suốt quãng đời còn lại của ông và các nhà sử học nghi ngờ rằng nó đã khiến sức khỏe thể chất và tinh thần của ông sa sút trong hai năm sau đó. Charles qua đời vì bệnh lao vào năm 1574 mà không có vấn đề gì về nam giới, và được kế vị bởi anh trai Henry III, người mà cái chết của chính ông vào năm 1589 mà không có vấn đề gì đã cho phép Henry xứ Navarre lên ngôi Pháp với tên gọi Henry IV, thành lập Nhà Bourbon với tư cách là Nhà triều đại hoàng gia mới của Pháp.

## Tiểu sử

### Thời thơ ấu
Charles Maximilien của Pháp, con trai thứ ba của Vua Henry II của Pháp và Catherine de' Medici, sinh ngày 27 tháng 6 năm 1550 tại Cung điện Saint-Germain-en-Laye. Ông là con thứ năm trong số mười người con của cặp vợ chồng hoàng gia. Được phong tước từ khi sinh ra là Công tước Angoulême, ông được phong làm Công tước xứ Orléans sau cái chết của anh trai Louis, con trai thứ hai của cha mẹ ông, người đã qua đời khi còn nhỏ vào ngày 24 tháng 10 năm 1550. Những đứa trẻ hoàng gia được nuôi dưỡng dưới sự giám sát của thống đốc và là gia sư của những đứa trẻ hoàng gia, Claude d'Urfé và Françoise d'Humières, theo lệnh của Diane de Poitiers.
Ngày 14 tháng 5 năm 1564, Charles được Henry Carey trao tặng Huân chương Garter.

### Gia nhập

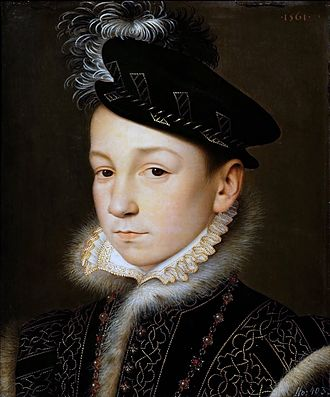
Chân dung Charles IX ngay sau khi lên ngôi, tranh của François Clouet

Cha của Charles qua đời năm 1559, và được kế vị bởi anh trai của Charles, Vua Francis II. Francis II qua đời năm 1560. Cậu bé Charles 10 tuổi ngay lập tức được xưng vương vào ngày 5 tháng 12 năm 1560, và Hội đồng Cơ mật đã bổ nhiệm mẹ của cậu, Catherine de' Medici, làm thống đốc nước Pháp (gouvernante de France), với quyền lực bao trùm, lúc đầu đóng vai trò nhiếp chính cho bà. con trai nhỏ. Ngày 15 tháng 5 năm 1561, Charles được thánh hiến trong nhà thờ chính tòa ở Reims. Antoine of Bourbon, người kế vị ngai vàng Pháp và là chồng của Nữ hoàng Joan III của Navarre, được bổ nhiệm làm Trung tướng của Pháp.

### Chiến tranh tôn giáo đầu tiên

#### Quan hệ với người Huguenot
Năm 1560, một nhóm quý tộc Huguenot tại Amboise đã lên kế hoạch tìm cách bắt cóc Vua Francis II và bắt giữ các nhà lãnh đạo Công giáo Francis, Công tước xứ Guise, và anh trai của ông ta là Charles, Hồng y xứ Lorraine. Âm mưu đã được phát hiện trước thời hạn và Guise đã chuẩn bị sẵn sàng, hành quyết hàng trăm người Huguenot. Tiếp theo đó là các trường hợp bài trừ biểu tượng Tin lành và sự trả thù của Công giáo.
Nhiếp chính Catherine đã cố gắng thúc đẩy hòa giải tại Cuộc đàm thoại ở Poissy và sau đó thất bại, đã đưa ra một số nhượng bộ đối với người Huguenot trong Sắc lệnh Saint-Germain vào tháng 1 năm 1562. Tuy nhiên, Thảm sát Vassy, xảy ra vào ngày 1 tháng 3 năm 1562, khi Công tước Guise và quân của ông ta tấn công và giết hoặc làm bị thương hơn 100 người dân và tín đồ Huguenot, đã đưa nước Pháp vào vòng xoáy nội chiến. Thảm kịch được xác định là sự kiện lớn đầu tiên trong Chiến tranh tôn giáo ở Pháp.
Louis của Bourbon, Hoàng tử xứ Condé, anh trai của Trung tướng và là kiến trúc sư bị nghi ngờ của âm mưu Amboise, đã chuẩn bị cho chiến tranh và lấy Wassy làm cái cớ, đảm nhận vai trò người bảo vệ đạo Tin lành và bắt đầu chiếm giữ và đồn trú các thị trấn chiến lược dọc theo Thung lũng Loire. Đổi lại, chế độ quân chủ thu hồi những nhượng bộ dành cho người Huguenot. Sau khi các nhà lãnh đạo quân sự của cả hai bên bị giết hoặc bị bắt trong các trận chiến tại Rouen, Dreux và Orléans, nhiếp chính đã làm trung gian cho một hiệp định đình chiến và ban hành Sắc lệnh Amboise (1563).

#### Hòa bình vũ trang

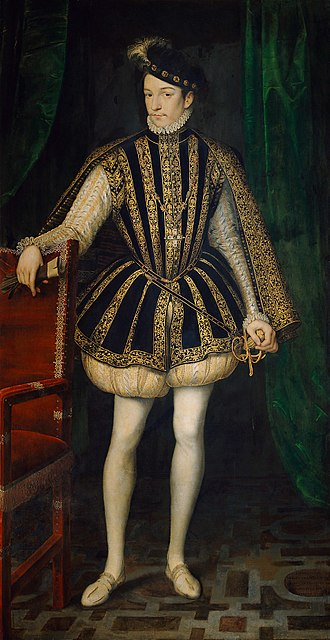
Charles IX khi trưởng thành, tranh của François Clouet

Sau chiến tranh là bốn năm của một "hòa bình vũ trang" không dễ dàng, trong thời gian đó Catherine thống nhất các phe phái trong nỗ lực tái chiếm thành công Le Havre từ tay người Anh. Sau chiến thắng này, Charles tuyên bố chiếm đa số hợp pháp vào tháng 8 năm 1563, chính thức chấm dứt chế độ nhiếp chính. Tuy nhiên, Catherine tiếp tục đóng một vai trò quan trọng trong chính trị và thường thống trị con trai bà. Vào tháng 3 năm 1564, Nhà vua và mẹ khởi hành từ Fontainebleau trong một chuyến công du nước Pháp. Chuyến lưu diễn của họ kéo dài hai năm và đưa họ qua Bar, Lyon, Salon-de-Provence (nơi họ đến thăm Nostradamus), Carcassonne, Toulouse (nơi Nhà vua và em trai Henry được bạn Bí tích Thêm sức), Bayonne, La Rochelle và Moulins. Trong chuyến đi này, Charles IX đã ban hành Sắc lệnh Roussillon, quy định ngày 1 tháng 1 là ngày đầu năm trên toàn nước Pháp.

### Chiến tranh tôn giáo lần thứ hai và thứ ba
Chiến tranh lại nổ ra vào năm 1567 sau khi Charles bổ sung 6.000 lính đánh thuê Thụy Sĩ vào đội cận vệ của mình. Người Huguenot, lo sợ một cuộc tấn công của Công giáo sắp xảy ra, đã cố gắng bắt cóc nhà vua tại Meaux, chiếm giữ nhiều thành phố khác nhau và tàn sát người Công giáo tại Nîmes trong một hành động được gọi là Michelade. Trận Saint-Denis dẫn đến thất bại của phe Huguenot và cái chết của Anne de Montmorency, tổng tư lệnh hoàng gia, và cuộc chiến ngắn ngủi kết thúc vào năm 1568 với Hòa ước Longjumeau. Tuy nhiên, các đặc quyền được cấp cho những người theo đạo Tin lành đã bị phản đối rộng rãi, dẫn đến việc họ bị hủy bỏ và chiến tranh tiếp tục. Cộng hòa Hà Lan, Anh và Navarre can thiệp vào phe Tin lành, trong khi Tây Ban Nha, Tuscany và Giáo hoàng Pius V ủng hộ người Công giáo. Cuối cùng, món nợ hoàng gia và mong muốn tìm kiếm một giải pháp hòa bình của Nhà vua đã dẫn đến một thỏa thuận đình chiến khác, Hòa ước Saint-Germain-en-Laye vào tháng 8 năm 1570, một lần nữa nhượng bộ người Huguenot.

### Hôn nhân và con cái
Ngày 26 tháng 11 năm 1570, Charles kết hôn với Elisabeth của Áo, người mà ông có một người con gái, Marie Élisabeth. Năm 1573, Charles có một người con ngoài giá thú, Charles de Valois, Công tước xứ Angoulême, với tình nhân của ông, Marie Touchet.

### Uy thế củaColignyvà vụ thảm sát
Sau khi kết thúc Hòa ước Saint-Germain-en-Laye vào năm 1570, nhà vua ngày càng chịu ảnh hưởng của Đô đốc Gaspard de Coligny, người đã kế vị Hoàng tử Condé bị giết với tư cách là thủ lĩnh của Huguenot sau Trận chiến Jarnac năm 1569. Tuy nhiên, Catherine ngày càng lo sợ trước quyền lực không bị kiểm soát của Coligny, đặc biệt là khi ông ta đang theo đuổi liên minh với Anh và Hà Lan. Coligny cũng bị Henry, Công tước xứ Guise ghét bỏ, người cáo buộc Đô đốc đã ra lệnh ám sát cha mình là Francis xứ Guise trong cuộc bao vây Orléans năm 1563.
Trong quá trình dàn xếp hòa bình, một cuộc hôn nhân đã được sắp đặt giữa chị gái của Charles là Margaret xứ Valois và Henry xứ Navarre, vị vua tương lai Henry IV, lúc bấy giờ là người thừa kế ngai vàng của Navarre và là một trong những người Huguenot hàng đầu. Nhiều quý tộc Huguenot, bao gồm cả Đô đốc de Coligny, đã kéo đến Paris để dự đám cưới, được ấn định vào ngày 18 tháng 8 năm 1572. Vào ngày 22 tháng 8, một nỗ lực bất thành nhằm vào cuộc sống của Coligny đã khiến thành phố rơi vào tình trạng lo sợ, khi cả người Huguenot và người Công giáo Paris đều đến thăm. sợ đối phương tấn công.
Trước tình hình đó, vào sáng sớm ngày 24 tháng 8 năm 1572, Công tước Guise ra tay trả thù cho cha mình và sát hại Coligny tại chỗ ở của ông ta. Khi thi thể của Coligny bị ném ra đường, người dân Paris đã cắt xẻo thi thể. Hành động của đám đông sau đó bùng phát thành vụ thảm sát Ngày Thánh Bartholomew, một cuộc tàn sát có hệ thống những người Huguenot kéo dài 5 ngày. Henry of Navarre đã tránh được cái chết bằng cách cam kết chuyển sang Công giáo. Trong vài tuần tới, tình trạng rối loạn lan rộng ra nhiều thành phố trên khắp nước Pháp. Tổng cộng, có tới 10.000 người Huguenot bị giết ở Paris và các tỉnh.
Mặc dù các vụ thảm sát đã làm suy yếu quyền lực của người Huguenot, nhưng chúng cũng khơi lại chiến tranh, chiến tranh chỉ chấm dứt sau khi Sắc lệnh Boulogne năm 1573 ban hành lệnh ân xá cho người Huguenot và hạn chế tự do tôn giáo. Tuy nhiên, năm 1574 chứng kiến một cuộc đảo chính Huguenot thất bại tại Saint-Germain và các cuộc nổi dậy Huguenot thành công ở Normandy, Poitou và thung lũng Rhône, tạo tiền đề cho một đợt chiến tranh khác.

## Cái chết
Hậu quả của vụ thảm sát, thể chất và tinh thần mong manh của nhà vua suy yếu nghiêm trọng. Tâm trạng của anh ta thay đổi từ khoe khoang về mức độ cực đoan của vụ thảm sát sang cảm thán rằng tiếng la hét của những người Huguenot bị sát hại cứ văng vẳng bên tai anh ta. Điên cuồng, anh ta xen kẽ tự trách mình - "Thật là đổ máu! Thật là một vụ giết người!", Anh ta đã khóc với y tá của mình. "Tôi đã làm theo lời khuyên xấu xa nào! Ôi Chúa ơi, hãy tha thứ cho tôi... Tôi bị lạc! Tôi bị lạc!" - hoặc mẹ của anh ấy - "Ai ngoài bạn là nguyên nhân của tất cả những điều này? Máu của Chúa, Người là nguyên nhân của tất cả!" Catherine đáp lại bằng cách tuyên bố rằng cô có một đứa con trai mất trí.
Tình trạng thể chất của Charles, có xu hướng mắc bệnh lao, xấu đi đến mức, vào mùa xuân năm 1574, cơn ho khan của ông chuyển sang màu máu và xuất huyết ngày càng dữ dội.
Charles IX qua đời tại Cung điện Vincennes, ngày 30 tháng 5 năm 1574, ở tuổi 23. Vì em trai của ông, Henry, Công tước xứ Anjou, gần đây đã được bầu làm Vua của Khối thịnh vượng chung Ba Lan-Litva và đang ở xa Pháp, mẹ của họ là Catherine tiếp tục nắm quyền nhiếp chính cho đến khi Henry trở về từ Ba Lan.
Năm 1625, rất lâu sau khi ông qua đời, một cuốn sách mà Charles viết về săn bắn, La Chasse Royale, đã được xuất bản. Nó là một nguồn quý giá cho những người quan tâm đến lịch sử của chó săn và săn bắn.

### Trong tiểu thuyết
Trong cuốn tiểu thuyết Hoàng hậu Margot, Alexandre Dumas viết rằng Đức vua Charles đã vô tình có được cuốn sách đi săn chim ưng bị tẩm độc do chính Thái hậu Catherine điều chế, bà đưa nó cho Quận công Francois de Alencon, em trai ruột của Charles, để trao nó cho Henri de Navarra (Henri IV) nhằm mưu sát ông này. Tình cờ thay cuốn sách độc chứa Arsenic đã vô tình rơi vào tay nhà vua trẻ tuổi xấu số. Và ông lâm bệnh, cơ thể nhà vua bị suy nhược dần, ông lựa chọn sẽ chết trong im lặng và không trừng phạt để bảo toàn danh dự cho hoàng gia và danh dự của nước Pháp.
Thái hậu đã bịa ra chuyện nhà vua bị yểm bùa và cho trừng phạt hai kẻ phù thủy là bá tước de La Mole và bá tước de Coconas, 2 người bạn chí thân, đã cùng nhau bị bắt trong cuộc chạy trốn bất thành của vua Navarra, 2 nhà quý tộc chịu nhục hình và bị gắn cho những tội danh vô lí là dùng tà thuật làm hại nhà vua và kết cục bị bắt xử chém, bởi mưu mô của độc ác Catherine tiến hành.
Lúc lâm chung Charles cho gọi Henri de Navarra người mà ông xem là anh em duy nhất lại mà trao cho ông ta quyền Nhiếp chính để quyền lực tối cao khỏi rơi vào tay kẻ cuồng tín hay người đàn bà thâm hiểm và đồng thời gửi gắm đứa con trai bí mật của ông cho Henri và rằng:"Đừng có biến nó thành một ông vua. May mắn thay. Nó sinh ra không phải để làm vua mà để làm một con người sung sướng". Nhưng với mưu mô của mình bà thái hậu đã đoán trước được cái chết của vị vua trẻ tuổi và gọi đứa con trai cưng là Henri de Anjou, lúc đó là vua Ba Lan về tiếp quản ngai vàng bỏ trống. Henri phải bỏ trốn và mưu sự chống lại những mưu mô thâm hiểm của thái hậu Catherine. Sau này Henri đã hoàn thành ước nguyện của vua Charles và lên ngôi Pháp hoàng Henri IV, mở ra triều đại Bourbon huy hoàng cho nước Pháp.